# Dynasty Péji
Dynasty Péji, född 4 april 2013, är en fransk varmblodig travhäst. Hon tränas av sin ägare Damien Bonne och rids oftast av Bonne själv.
Dynasty Péji började tävla 2016 och tog sin första seger i sin nionde starten. Hon har hittills sprungit in 492 840 euro på 55 starter varav 12 segrar, 2 andraplatser och 4 tredjeplatser. Hon har tagit karriärens hittills största segrar i Prix Paul Buquet (2020, 2022).
Hon har även segrat i Prix Edmond Henry (2019), Prix Reynolds (2022) och Prix Cornelia (2023) samt kommit på andraplats i Prix Legoux-Longpre (2018), Prix Auguste Francois (2022) och kommit på tredjeplats i Prix des Élites (2018).

## Statistik
| Statistik för Dynasty Péji (Ref.) | Statistik för Dynasty Péji (Ref.) | Statistik för Dynasty Péji (Ref.) | Statistik för Dynasty Péji (Ref.) | Statistik för Dynasty Péji (Ref.) | Statistik för Dynasty Péji (Ref.) |
| --------------------------------- | --------------------------------- | --------------------------------- | --------------------------------- | --------------------------------- | --------------------------------- |
| Starter                           | Placeringar                       | Startprissumma                    | Segerprocent                      | Platsprocent                      | Rekord                            |
| 55                                | 12-2-4                            | 492 840 euro                      | 22 %                              | 33 %                              | 1.10,4ak,                         |

### Större segrar
| År   | Lopp              | Kusk         | Vinstbelopp | Grupp   |
| ---- | ----------------- | ------------ | ----------- | ------- |
| 2019 | Prix Edmond Henry | Damien Bonne | 54 000 EUR  | Grupp 2 |
| 2020 | Prix Paul Buquet  | Damien Bonne | 54 000 EUR  | Grupp 2 |
| 2022 | Prix Reynolds     | Damien Bonne | 54 000 EUR  | Grupp 2 |
| 2022 | Prix Paul Buquet  | Damien Bonne | 54 000 EUR  | Grupp 2 |
| 2023 | Prix Cornelia     | Damien Bonne | 40 500 EUR  | Grupp 3 |